# خليل سليم جبارة
خليل سليم جبارة ((بالعبرية: חליל-סלים ג'בארה‏)، 1913 - 1999) سياسي عربي إسرائيلي كان عضوًا في الكنيست عن حزب أهدوت هافودا بين عامي 1964 و1965.

## السيرة الذاتية
ولد جبارة في الطيبة خلال العهد العثماني، ودرس في الكلية العربية بالقدس، وكان يعمل في مكتب المساحين لدى سلطات الانتداب بين عامي 1932 و1948، ثم أصبح مدير مكتب ضريبة الدخل في منطقة المثلث بين عامي 1951 و1955، قبل أن يشغل منصب مدير وسكرتير كوبات حوليم (صندوق المرضى) في الطيبة بين 1955 و1958.
وكان جبارة على قائمة حزب أهدوت هافودا في انتخابات 1961 خلال عضويته في الدائرة العربية به، ورغم فشله في الفوز بمقعد فقد دخل إلى الكنيست في 11 مايو 1964 كبديل لإسحق بن أهارون ‏ الذي استقال، حتى فقد مقعده في انتخابات 1965 ‏ .
توفي في عام 1999.

## وصلات خارجية
- خليل سليم جبارة على الموقع الإلكتروني للكنيست